# Textes bouddhiques gandhariens
Les textes bouddhiques gândhâriens comptent, dans leurs versions écrites, parmi les plus anciens manuscrits bouddhiques connus, datant du Ier siècle ap. J.-C., qui sont aussi les plus anciens documents datés du monde indien après les inscriptions d’Ashoka. On en connait presque une centaine, apparus pour la plupart dans les années 1990. Ils sont pour la plupart rédigés en gândhâri transcrit en alphabet kharoshthi. Leur état de conservation est médiocre, mais les techniques de préservation et la comparaison textuelle avec d’autres versions en pali ou en sanskrit bouddhique permettent des tentatives de reconstitution.

## Collections

### British Library

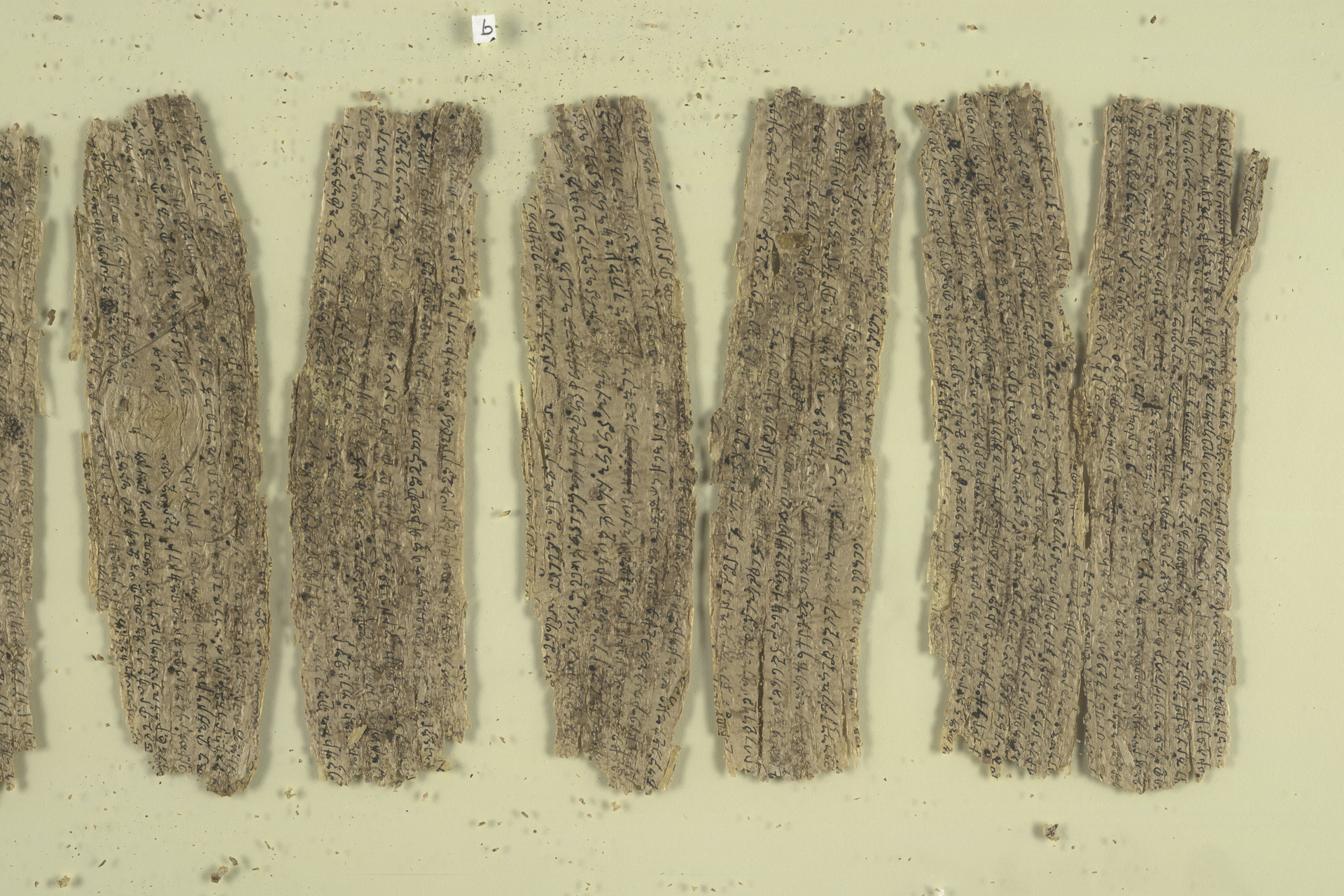
Texte bouddhiste fragmentaire en kharoshthi - Rouleaux d'écorce de Gandhara (Ier siècle), British Library part 31 - BL Or. 14915.

En 1994, la British Library acquit des manuscrits datant de la première moitié du Ier siècle ap. J.-C., écrits sur de l’écorce de bouleau. Ils étaient contenus dans des jarres de terre enterrées dans le site d’anciens monastères à Bamiyan, Jalalabad et Hadda  en Afghanistan oriental, qui constituait une partie du Gandhara. La collection comprend divers textes de la main d’une vingtaine de scribes différents, appartenant aux corpus Dhammapada, Avadanas, Purvayogas et Abhidharma. Il s’agit donc d’un ensemble disparate qui semble avoir été enterré à l’état de fragments.
Du fait d’une inscription sur une jarre et d’éléments textuels, ces textes appartenaient probablement à l’école dharmaguptaka.

### Collection Senior
Il s’agit de manuscrits acquis par le collectionneur britannique R. Senior. Également copiés sur de l’écorce de bouleau en écriture kharoshthi et conservés dans des jarres, ils proviendraient de la même région que ceux de la British Library. Par contre, ils comprennent essentiellement des sutras du canon pali, certains complets, de la main du même scribe pour la plupart : il s’agit donc d’un ensemble plus cohérent que la collection de la British Library. Ils auraient été rédigés entre la fin du Ier et le début du IIe siècle ap. J.-C, ce qui correspond à l’ère de Kanishka, comme semblent le confirmer les noms de moines inscrits sur les jarres, qui sont macédoniens. Selon Salomon, il existe de nombreux parallèles avec le Samyutta Nikāya.

### Collection Schøyen
Il s’agit de manuscrits rédigés sur écorce de bouleau, feuilles de palmes et vélin, que l’on suppose provenir des grottes de Bamiyan, acquis par le Norvégien Martin Schøyen. Une moindre quantité du même lot a été acquise par des collectionneurs japonais. Ils datent du IIe au VIIIe siècle ap. J.-C. et comprennent, outre des textes en gândhâri, des textes en sanskrit transcrits en écriture brahmi.
La collection comprend des sutras du canon pali, des portions des corpus Abhidharma et Vinaya, ainsi que des textes mahāyāna, dont un provenant du courant Dharmaguptaka, qui mentionne les six pâramitâ (« vertus »).

### Université de Washington
Un commentaire de l’Abhidharma sur la souffrance humaine écrit sur écorce de bouleau et datant du Ier ou du IIe siècle ap. J.-C. a été acheté par la bibliothèque de l’université à un collectionneur en 2002. La Bibliothèque du Congrès l'a rendu public en 2019. Jonathan Loar, responsable de la division asiatique de la Bibliothèque, a indiqué dans un communiqué : « C’est un document unique, car il est très ancien comparé à des manuscrits similaires et, en tant que tel, il nous rapproche historiquement de la période du Bouddha. ».

### Dhammapada du Khotan
En 1892, un exemplaire du Dhammapada en gandhari a été découvert par la mission Dutreuil de Rhins, près de Khotan au Xinjiang. Il fut partagé en plusieurs fragments, dont certains intégrèrent des collections russes et françaises, tandis que d'autres disparurent. L’essentiel des fragments français a cependant été publié dans le Journal asiatique en 1898. En 1962, John Brough a publié les fragments français et russes, assortis de commentaires.